# Alf Brandt
Alf Ingmar Brandt, född 25 juli 1958 i Äppelbo församling, Vansbro kommun, är en svensk gångare. Han tävlade för Äppelbo AIK.
Brandt tävlade för Sverige vid olympiska sommarspelen 1980 i Moskva, där han slutade på 13:e plats i herrarnas 20 kilometer gång.
Vid Europamästerskapen i friidrott 1978 i Prag slutade Brandt på 24:e plats på 20 kilometer gång. Brandt tävlade även i IAAF World Race Walking Cup 1979, där det blev en 30:e plats på 20 km. Vid Nordiska mästerskapet i gång 1979 tog Brandt brons på 20 km.
Han fick 1979 motta hederstecken av Svenska Gång- och Vandrarförbundet.